# (18747) Lexcen
(18747) Lexcen (1999 FN21) – planetoida z pasa głównego asteroid okrążająca Słońce w ciągu 3,2 lat w średniej odległości 2,17 j.a. Odkryta 26 marca 1999 roku.